# 幻影车神：魔盗激情
《幻影车神：魔盗激情》（英語：Dhoom 3）是一部2013年印度印地語动作惊悚片，由维贾伊·克里希纳·阿查里亚导演，阿迪亚·乔普拉制片。本片是《幻影车神》系列的第三部作品，反派由阿米尔·汗饰演，阿彼锡·巴克罕再度出演杰，尤代·乔普拉再度出演探员阿丽·阿克巴尔。电影制片预算高达12.5亿卢布（2000万美元），是有史以来成本最高的宝莱坞电影之一。电影于2013年12月20日发行，是首部以IMAX电影底片格式和杜比全景声发行的宝莱坞电影。
影片打破了印度和海外的许多开画票房纪录。电影上映两天，Box Office India網站宣称《幻影车神：魔盗激情》是“2013年最热门的大片”。短短数十天，电影便在全球收获40亿卢布（6300万美元）的票房，成为有史以来在国际市场上最卖座的宝莱坞电影。《幻影车神：魔盗激情》最初的国际票房为2800万美元，打破了《三傻大闹宝莱坞》（亦由阿米尔·汗主演）的记录，成为在国际市场上票房第二高的宝莱坞电影。该片在2013年全球电影票房榜位列第77位。

## 剧情
1990年，伊克巴尔·哈龙·汗（杰基·史洛夫饰）经营芝加哥大印度马戏团陷入困境。安德森（安德鲁·比克内尔饰）的芝加哥西部银行把钱贷给伊克巴尔·汗，考虑到伊克巴尔无能力偿还贷款，决定关闭马戏团。伊克巴尔·汗的儿子、年幼的沙希尔（席德哈特夫·尼嘉姆饰）恳求安德森不要关闭父亲的马戏团，表示自己和父亲很快就能让马戏团转危为安。但伊克巴尔·汗给银行家们献上表演后，沙希尔的恳求并未奏效。伊克巴尔·汗面对冷酷无情的安德森以自杀作结，留下被吓呆了的沙希尔。
到了2013年，成年的沙希尔（阿米尔·汗饰）依然对银行的冷酷念念不忘，发誓要报仇。他抢劫了芝加哥西部银行的各大支行，并留下一条印地文消息和小丑面具。逃跑中的沙希尔从芝加哥西部银行大楼顶部降下。警方赶到现场时，他跑进一辆面包车，引来警方的包围。沙希尔制造了一个小爆炸后驾驶宝马K1300R跳出来。在追车过程中，沙希尔滑过一辆卡车的车底，踢翻了一名驾驶摩托车前来追捕的警察并导致他失控撞进报刊亭。除此之外，沙希尔而不断设法逃脱追捕，进入一家公共停车场。眼看着无路可逃的沙希尔利用钢缆给自己的摩托车铺路，躲过了几乎要撞到自己的列车。尽管执法人员用尽一切办法，抢劫案依然没能終止，沙希尔屡次逃脱。
芝加哥警察维多利亚（塔布莱特·贝塞尔饰）请求ACP杰·迪克西特（阿彼锡·巴克罕饰）和他的搭档阿里（尤代·乔普拉饰）协助破案。杰在電視新聞中透露自己在查案，形容沙希爾是一名沒有經驗的小偷，引诱沙希尔再度犯案，沙希尔假裝搶劫銀行的是自己曾經的小丑搭檔，並接近傑。沙希尔伪装成杰的线人，设法收集有关银行的信息，並且告知傑，自己將在愚人節作案。最终，沙希尔抢劫了银行后逃窜，但杰和阿里穷追不舍。在追逐过程中，几乎要击倒阿里的沙希尔被一座正在升起的桥挡住，沙希尔见状把摩托车变成水上摩托艇，径直飞下大桥。杰搞到一辆船去追沙希尔，而沙希尔快要接近下一座大桥时被前来的警方包围，沙希尔潜入水下后跳出。于是杰挂在一架直升机的绳梯上，在沙希尔再次消失之前开枪击中了他的左肩。
沙希尔给重组后的大印度马戏团搞了一个盛大的首演，与女领衔杂技演员阿丽雅（卡特丽娜·卡芙饰）上演瞬间移动。节目大获成功，但事后杰和阿里率领一众警察包围沙希尔，他们认为沙希尔就是大盗。杰表示槍傷就是证据，但当检查沙希尔的身体时，却没有发现枪伤的痕迹。杰和阿里失望离开，而沙希尔回到更衣室。随后登场的萨马尔患有亞斯伯格症，与沙希尔是双胞胎，两人联手策划并实施枪击案，而有枪伤的是萨马尔。
杰被解除调查案件的权利，但受到阿里的激励后决心要证明沙希尔有罪。于是兩人假扮工人，混入馬戲團，發現了沙希爾雙胞胎兄弟的秘密。患有亞斯伯格症的萨马尔虽然被哥哥沙希尔隔离，但每周依然有一次外出机会，杰决定利用这段时间接近他。萨马尔在马戏团与阿丽雅表演后爱上了她，但却难以言表。在傑的鼓動下，薩馬爾想要公開露面，和阿麗雅交往，这导致了兄弟俩的关系出现裂痕。杰尝试利用这一漏洞，但沙希尔发现并挫败了杰的计划。杰认为唯一能抓到兄弟俩的机会是在抢劫案中。沙希尔和萨马尔最后一次上演了他们的银行抢劫案，并逃离现场。然而在第二天，杰在两人逃跑路上的大坝处将其截住。两人是在5月22日抢劫的。当阿丽雅出现后，沙希尔犹豫着是否要逃跑，而阿丽雅在奉劝两人回头。沙希尔向杰自首并请求他放走弟弟。杰同意后，沙希尔纵身跳下大坝，但被萨马尔的手抓住。沙希尔让萨马尔放手，说这可以让他和阿丽雅自由地生活。不过，萨马尔表示兄弟应共患难，与哥哥一同跳下大坝。
芝加哥西部银行因屡次遭劫而关闭，而阿丽雅接管了马戏团并担任主演。

## 演员
- 阿米尔·汗 饰 沙希尔·汗和萨马尔·汗（双重角色）
- 阿彼锡·巴克罕 饰 警務副處長杰·迪克西尔
- 尤代·乔普拉 饰 阿里
- 杰基·史洛夫 饰 伊克巴尔·哈龙·汗
- 塔布莱特·贝塞尔 饰 维多利亚·威廉姆斯
- 安德鲁·比基内尔 饰 安德森先生
- 席德哈特夫·尼嘉姆 饰 年幼的沙希尔和萨马尔

## 制作

### 开发
主体拍摄前夕，鉴于两部前作的巨大票房成功，影片享受到媒体的广泛报道，从而在观众和媒体中引发期待。2011年1月2日，《幻影车神》电影系列前作制片人阿迪亚·乔普拉证实第三部《幻影车神》将于2011年末开机。最初，制片方和男主角阿米尔·汗想在2012年圣诞节发布电影，但主要由于预测显示在圣诞节发行会让后期制作进度非常赶，不利于给予电影高标准的技术需求，于是改在2013年初发布。影片单是制片就要花费约12.5亿卢布（2000万美元）。
据报道，乔普拉想以3D制作电影，他观察到此前以该格式发布的宝莱坞电影所取得的成功。然而，演员阿米尔·汗认为，3D技术需要专业知识，担心导演利用这一技术的后果。截至2012年9月，YRF Studios尚未宣布以3D制作电影。

### 选角
阿米尔·汗签约合同出演反派主角，而阿彼锡·巴克罕和尤代·乔普拉证实出演警察角色。卡特丽娜·卡芙签约合同出演正派女主角。他学会了芭蕾舞、特技飞行表演和法国跑酷技术——这种运动方法主要是用速度和效率解决障碍，卡芙则要上滑翔伞训练课和声乐课。巴克罕据称为了准备他在片中的角色，减肥减了9公斤。扮演ACP杰·迪克西尔妻子的利米·森表示即便向她提供角色，她也不会出演。与前两部的导演山杰·葛达威不一样的是，系列电影的编剧维贾伊·克里希纳·阿查里亚将导演第三部作品。特技导演奥利维尔·凯勒（Olliver Keller）签约指导动作场面。阿米尔·汗接受采访时表示，他在片中的角色是迄今为止他的演艺生涯中最难演的角色。动作场面由康拉德·帕尔米萨诺和山姆·卡尤沙尔导演。在接受印度亚洲通讯社采访时，阿彼锡·巴克罕解释了片中的每一个角色是如何的明显：“《幻影车神》是我的电影，我是里面的英雄。没人能把我从电影中赶出去。你可以是最出名或是最不起眼的明星，但《幻影车神》是杰和阿里的故事，它就是那样的简单。如果《幻影车神》没有杰和阿里的角色，那电影就不存在了。”2013年9月23日，距离影片正式上映还有三个月，DNA和其他新闻媒体透露阿米尔·汗将在片中饰演双重角色，但他们当时并没有证实这一消息，直至影片发行时，阿米尔·汗确实在片中饰演双重角色。这使得本片成为系列中目前唯一一部有双重反派角色的作品。然而，本片并不是系列电影首次出现双重角色，比帕莎·巴苏在《幻影车神2》中出演了蔏娜丽和蒙娜丽双重角色，但并不像汗那样在同一场景中出现。

### 拍摄

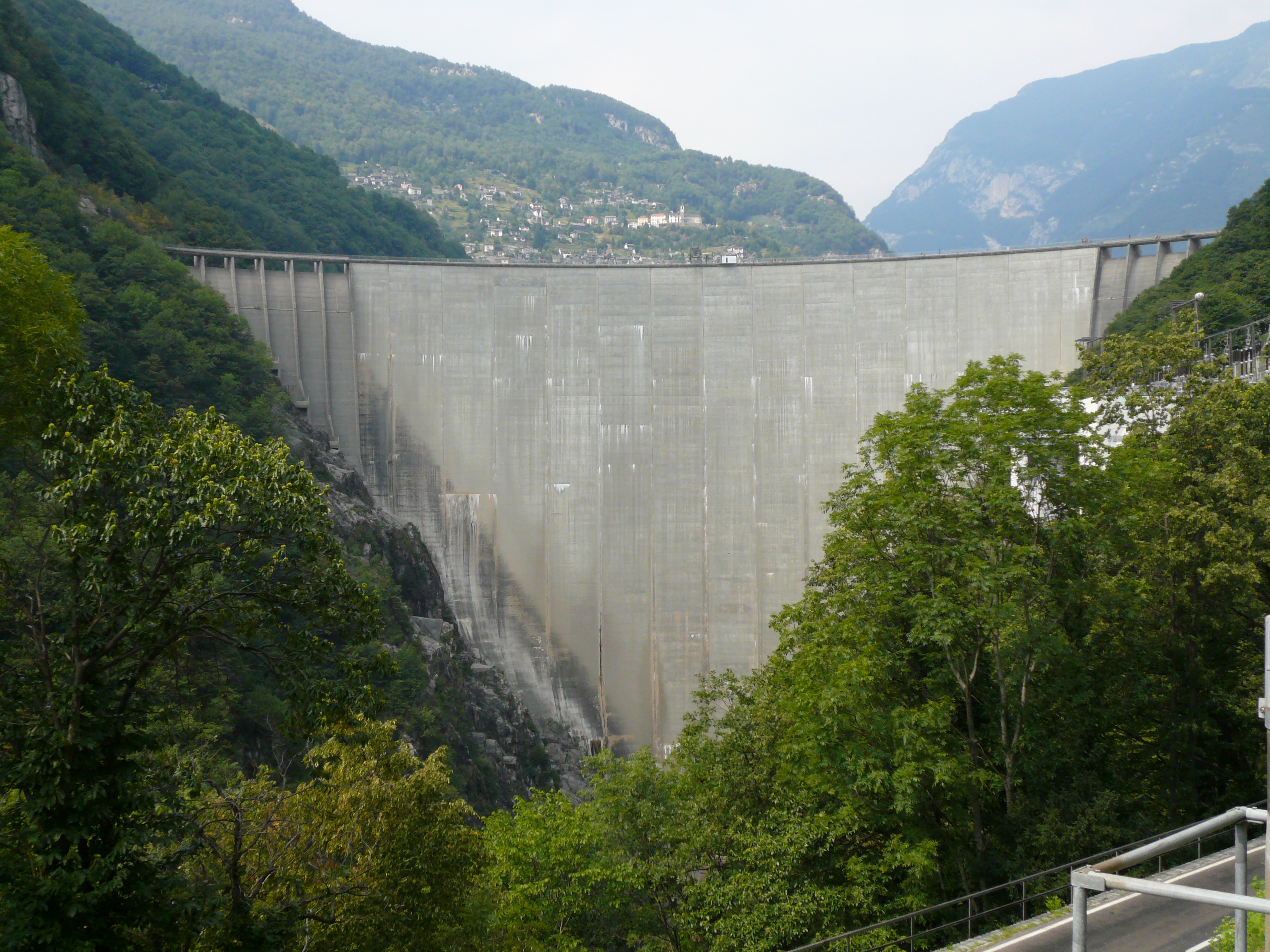
影片高潮场景取景地瑞士康特拉水坝

拍摄定于2011年11月开始，涉及阿彼锡·巴克罕和尤代·乔普拉的场景将率先开机，但阿彼锡正在放产假，因此拍摄被推迟到2012年1月。2012年1月，由于主角阿米尔此前承诺过电视节目《真相访谈》（Satyamev Jayate），日程被推到2012年6月；到了6月份，拍摄日程又推迟了一个月，给汗准备他的体操运动员角色。此外，汗想要集中于他的2012年电影《觅迹寻踪》（Talaash: The Answer Lies Within）。没有任何进一步的推延因素后，2012年6月8日孟买雅什·拉吉影片公司与杰奇·史洛夫和阿米尔·汗童年角色扮演者席德哈特夫·尼嘉姆。阿米尔·汗于2012年7月假如剧组，在雅什·拉吉电影公司进行为期五日的拍摄后，转到芝加哥及其他美国城市。随后，汗、阿彼锡·巴克罕、尤代·乔普拉于2012年8月4日飞往美国，完成三个月的拍摄。2012年12月回到印度时，巴克罕表示拍摄进度已经过半，影片将在孟买再度开机。2013年3月第二周，据报道剧组成员将离开印度前往瑞士苏黎世和提契诺州拍摄高潮场景。影片于2013年9月14日在孟买郊区的电影工作室杀青。影片的高潮场景在瑞士提契诺州著名的拱坝康特拉水坝（俗称韦尔扎斯卡大坝）拍摄。詹姆斯·邦德的特技演员在1995年电影《黄金眼》的开头场景中从大坝一跃而下，使大坝成为热门蹦极场所。

## 发行
2013年11月，阿迪亚·乔普拉传出信息称电影将在全国开启“Go digital or miss Dhoom 3”巡展。在详细声明中他表示：“电影将透过数字渠道及UFO数字电影院发行，为防盗版还用上水印标记和可追溯的指纹。据称电影的盗版拷贝正被运往国内外的影院。数字电影院为限制盗版，将被泄露的“偷跑”内容删掉。这也使得制片方在拍摄场景时从经济上而言节省了大量的打印成本。除此之外，加密内容保护了分销商和制片商的版权。数码冲印能防止印刷品重复，帮助电影院回流资金。
IMAX公司和雅什·拉吉影片公司宣布《幻影车神3》将是首部以IMAX格式发行的第一部印度本土语言作品。这部电影采用IMAX专有的数字重新掌握技术数字修复IMAX格式，在全印度和全球各地的部分IMAX影院发行。电影将以电影院音响技术杜比全景声发行。雅什·拉吉影片公司给予影片优异的全景声混音技术。2013年12月12日，影片被英国电影分级委员会授予表示中度暴力的12A认证。影片在全印度的4500块屏幕（包括泰米尔语和泰卢固语版）及海外的750块屏幕上映。影片还在西孟加拉邦的250块屏幕上映。影片IMAX版的最高票价为900卢比（约合15美元）。希尼波利斯浦那在2013年12月20日创造出放映54场本片的独一无二的记录。影片还在埃及、秘鲁、德国和马来西亚等非传统海外市场上映。2014年7月25日，影片登陆中国400个城市的2000块屏幕，是在中国上映范围最广泛的印度电影。

## 市场营销

### 发行前期
电影标题标志于介绍电影主角的视频中公布。视频配乐由节奏和电音吉他组成，于2012年圣诞节由雅什·拉吉影片公司官方YouTube频道发布，确认电影定档2013年圣诞节。首批剧照和宣传海报也在将近一年前发布。2013年8月，YRF在YouTube发布影片的动态海报，首次透露场景。视频中的阿米尔·汗站在一座高楼里，背对着镜头，隔着玻璃窗看直升机在空中盘旋。画外音显示，芝加哥警察部队正在搜索消失的骑摩托车的逃犯，逃犯可能被抓住了。电影的转播权售出创纪录的7.5亿卢布（1200万美元）

。电影的首部片花于印度标准时间2013年9月5日中午12点发布。6天内片花在YouTube吸引600万次观看，其后于20天内获得1200万次观看。影片的片花还与电影《印度浪漫史》（Shuddh Desi Romance）连接。10月25日，雅什-拉吉影片公司发行基于Windows Phone的游戏。该3D游戏由罗柏软体科技手机游戏子公司99Games Online开发，设置了针对芝加哥背景的由阿米尔·汗所扮演的角色开启的抢劫。发行20日，游戏在Windows Phone Marketplace和Nokia Store的下载量超过100万次。游戏的Android、iOS和Blackberry 10版于2013年11月19日发行。发行不足七个星期，游戏在所有平台的下载量突破500万大关。游戏自发布以来，三个月内获得1000万次下载。
2013年10月30日，IMAX格式剧院预告片在YouTube发布。PVR院线（PVR Cinemas）于电影预告片发布当日开始接受预订电影特定场次的点映。截至2013年12月17日，销售额不到2000万卢比（31万美元）。
阿米尔·汗还在印度版《百万富翁》的节目中宣传影片。宣传活动包括与超过17个领先品牌的合作，包括美泰儿（限量版活动人偶、模型汽车和自行车的制造商）、海湾石油公司（Gulf Oil）、CEAT、孟买印染（Bombay Dyeing）、艾奇士文具（Archies）和LINE社交消息应用程序，另外还有183个品牌。据宝马摩托车（BMW Motorrad）营销协议透露，S1000RR和K1300R运动摩托车将在电影中亮相。电影于2013年12月19日在雅什·拉吉影片公司举办特别放映活动。拉杰·萨克雷（Raj Thackeray）出席的电影特别放映活动于2013年12月22日举办。

### 发行后期
影片下画后，Amul在其创意促销广告海报中向电影致敬。海报展示了采用与电影标识风格相同的文字“Dhoom Tea”，附带标题“Chased everyday”。2013年12月26日，雅什-拉吉影业发布由沙巴·阿扎德（Saba Azad）演唱的电影主题曲。2014年1月4日，雅什-垃吉影业发布由米娅·莫特（Mia Mont）演唱的西班牙版《Dhoom Machale》。2014年6月，99Games Online推出电影同名手机游戏的续集《Dhoom:3 Jet Speed》。

## 原声带
电影原声带由曾为前两部作品作曲的普里塔姆·查克拉博蒂（Pritam Chakraborty）操刀。早前有报道认为舍法莉·阿尔瓦雷斯（Shefali Alvares）被拉拢去演唱电影的主题曲，但证实为谣言。阿米尔在一份声明中表示主题曲《幻影车神举世震撼》（Dhoom Machale Dhoom）将献给在旺奇德体育场进行其第200场比赛和最后一场测试赛的沙奇·德鲁卡。主题曲录影带由卡特麗娜·卡芙主演，阿迪提·辛格·夏尔马（Aditi Singh Sharma）演唱，于2013年11月14日发布。2013年11月14日，首支宣传歌曲《放手去爱》（Malang）发布。阿米尔·汗与其他舞蹈演员跳踢踏舞打节拍的片花《Dhoom Tap》于2013年12月3日。由卡特里娜·卡芙主演、苏尼迪·乔汉（Sunidhi Chauhan）演唱的歌曲《为爱沉迷》（Kamli）的片花发布。由香卡·马哈德温（Shankar Mahadevan）12岁的儿子锡万·马哈德温（Shivam Mahadevan）及阿尼什·夏尔马（Anish Sharma）演唱的歌曲《上帝恩赐》（Bande Hain Hum Uske）。其长子席德哈特夫·马哈德温（Siddharth Mahadevan）和阿尼什·夏尔马演唱了《放手去爱》一曲。主题曲《举世震撼》的阿拉伯语版由黎巴嫩歌手娜雅（Naya）演唱。

### 曲目列表
| 曲序     | 曲目                                           | 歌手                            | 时长  |
| -------- | ---------------------------------------------- | ------------------------------- | ----- |
| 1.       | Malang                                         | Siddharth Mahadevan, Shilpa Rao | 4:33  |
| 2.       | Kamli                                          | Sunidhi Chauhan                 | 3:54  |
| 3.       | Tu Hi Junoon                                   | Mohit Chauhan                   | 5:02  |
| 4.       | Dhoom Machale Dhoom                            | Aditi Singh Sharma              | 3:55  |
| 5.       | Bande Hain Hum Uske                            | Shivam Mahadevan, Anish Sharma  | 3:04  |
| 6.       | Dhoom Tap                                      | Instrumental                    | 2:46  |
| 7.       | Dhoom : 3 Overture（Music by: Julius Packiam） | Instrumental                    | 4:09  |
| 8.       | Dhoom Machale Dhoom (Arabic)                   | Naya                            | 3:47  |
| 9.       | Dhoom Machale Dhoom (Spanish)                  | Mia Mont                        | 3:47  |
| 总时长： | 总时长：                                       | 总时长：                        | 27:24 |

## 专业评价
电影在国内获得的评价褒贬不一。Bollywood Hungama的塔兰·阿达尔什（Taran Adarsh）打出4.5星（满分5星，下同）的评价，表示：“总的来说，影片有着具备态度和明星力量的可靠演员阵容，让系列的粉丝垂涎三尺。”《巴斯卡日报》（Daily Bhaskar）打出4.5星。在赞扬汗表演的同时，该报写道：“整个电影建立在汗的肩膀上，不会有说汗强大得能独自坚持三个小时的高度评价。”Koimoi的莫哈尔·巴苏（Mohar Basu）打出4星，表示影片“壮观雄伟”。《印度时报》的苏丽佳娜·米特拉·达斯（Srijana Mitra Das）打出4星，特别赞赏演员的表演：“影片让你欢笑，让你喘息——甚至是抽鼻子”。Zee News的阿帕娜·穆迪（Aparna Mudi）打出4星，表示“影片设法以现代手法演绎宝莱坞经典复仇故事。”每日新闻评论的萨利塔·腾沃尔（Sarita A Tanwar）也给出4星评价，并评论道：“欢迎来到这个令人瞠目结舌和从未在印度电影中出现的动作特技世界。影片以尽可能伟大的方式重新定义了“娱乐”一词。”另一方面，NDTV的塞拜·查特杰（Saibal Chatterjee）给出3星，指影片“是一部高压动作片，完全依赖流派的惯用手法”。Rediff.com的苏坎亚·瓦尔玛（Sukanya Verma）给出3星，称影片“延续了冒险片铺张浪费的传统，费用都花在挑剔的最新反派明星阿米尔·汗的绳降上。”印度电影观众的拉奇特·古普塔（Rachit Gupta）打出3星，尽管他将其标榜为“外表光滑的电影”，但他认为“驱动他们的动力、剧情、舞蹈都很糟糕”。《印度斯坦时报》的阿努帕瑪·喬普拉（Anupama Chopra）给出3星评价，写道：“第三部......比前两部更盛大更注重剧情。”印度亚洲通讯社的评论由《商务标准报》（Business Standard）转发，给出了3星，称影片“是一部有趣的作品......纤细、柔软、聪明、微妙......然而被吸引尖叫声的中心表演掌舵。”
负面评价兼而有之。CNN-IBN的拉杰夫·马萨德（Rajeev Masand）打出2.5星，表示影片“被一个简单的剧本降低等级，它无法提供实在的娱乐。”他称影片“草率的照搬稿子三明治，夹杂着过火的表演和潇洒的对话”，缺乏前部的“刺激感”。Rediff的拉贾·森（Raja Sen）打出1.5星。批评反派的动机和“让人打哈欠的追车场面”，都有“毫无意义的糟糕剪辑”，他认为影片是“为没看过电影的小屁孩制作的儿童电影”。《印度快报》的舒布拉·笈多（Shubhra Gupta）打出2星。尽管他赞赏“摄影一流、画面养眼、海外取景地广阔”，但他认为影片“是系列作品疲劳感和极为缺乏想象力的受害者”。笈多还认为汗缺乏“反派性感的恶性”，注意到卡芙的角色不太重要。《今日印度》的罗希特·可汗林纳尼（Rohit Khilnani）严厉批评影片，打出2星，表称其“漏洞遍布，夸张的表演和过分的动作场面放在所有的时间点都不合适”。他认为影片唯一的补充因素是异国情调和特效带来的“视觉享受”。《论坛快报》（Express Tribune）的拉法叶·马哈茂德（Rafay Mahmood）打出1.5星，指出“俏皮话过量”，缺乏“连接妥当的因果关系链”，“建立了过量的没有显著意义的动作场面”。他特别批评演员的表演。马哈茂德称卡芙的小对话“华而不实”，认为汗“或许给出了他职业生涯中最糟糕的表演”。
与此同时，影片还获得外国影评人的赞赏。评论聚合网站烂番茄根据9条评论，给影片打出78%的新鲜度，评级得分8.2/10。《综艺》杂志的大卫·丘特（David Chute）赞扬摄像、动作、特技和阿米尔的表演：“阿查亚的镜头似乎能和演员一道跳舞和狂笑......高飞杂技和阿米尔·汗出色的表演主导了宝莱坞最知名动作系列的第三部。”《芝加哥太阳报》的比尔·斯塔门特表示，“影片是大快人心的民粹主义表演”，“追逐场景、抢劫银行、魔术场景和歌舞表演都很娱乐”。许多影评人指出影片与克里斯托弗·诺兰作品《致命魔术》和《黑暗骑士》的近似点。